# Spandaryan, Syunik
Spandaryan là một đô thị thuộc tỉnh Syunik, Armenia. Dân số ước tính năm 2011 là 485 người.